# Strangalia rubiginosa
Strangalia rubiginosa es una especie de escarabajo longicornio del género Strangalia, categorizada en la tribu Lepturini, de la subfamilia Lepturinae. Fue descrita por Gounelle en 1911.

## Descripción
Mide 11,2-14,8 mm de longitud.

## Distribución
Se distribuye por Bolivia y Brasil.